# Regan Charles-Cook
Regan Charles-Cook (Londen, 14 februari 1997) is een Engels-Grenediaans voetballer die als flankaanvaller speelt. Hij komt sinds het seizoen 2022/23 uit voor de Belgische club KAS Eupen.

## Carrière
Charles-Cook groeide als kind op in Lewisham, een wijk in het zuidoosten van de regio Groot-Londen, Engeland. Op 10-jarige leeftijd belandde hij in de jeugdopleiding van de Londense topclub Arsenal FC. Hier doorliep hij de verschillende jeugdploegen vooraleer in 2013, op 16-jarige leeftijd, over te stappen naar de jeugdopleiding van Charlton Athletic FC. Op 11 augustus 2015 mocht Charles-Cook hier debuteren in het eerste elftal. Hij speelde 90 minuten in de League Cup wedstrijd tegen Dagenham & Redbridge FC. Zijn ploeg won deze wedstrijd ook met 4-1. Een echte doorbraak in het eerste elftal van Charlton zat er voor Charles-Cook echter niet meteen in. Hij werd uitgeleend aan Solihull Moors en Woking FC waar hij ervaring opdeed in de eerste elftallen van de clubs die beide actief waren in de National League.
In 2018 maakte hij de definitieve overstap naar het Engelse Gillingham FC waar hij in twee seizoenen 41 wedstrijden speelde en 6 doelpunten scoorde. In de zomer van 2020 stapte Charles-Cook transfervrij over naar de Schotse eersteklasser Ross County FC. Zijn eerste seizoen kon hij niet volledig overtuigen, hij startte ook vaak op de invallersbank. In zijn tweede seizoen wist Charles-Cook wel volledig door te breken. In 37 wedstrijden scoorde hij 13 keer. In januari 2022 werd hij ook uitgeroepen tot speler van de maand in de Schotse competitie.
Voor aanvang van het seizoen 2022/23 raakte bekend dat Charles-Cook de overstap maakt naar de Belgische eersteklasser KAS Eupen.
1 Moser ·
2 Van Genechten ·
3 Davidson ·
4 Baiye ·
7 Nuhu ·
8 Peeters ·
9 Prevljak ·
10 Charles-Cook ·
11 N'Dri ·
13 S. Keita ·
14 Deom ·
15 Magnée ·
17 Bitumazala ·
18 A. Keita ·
20 Magee ·
23 Christie-Davis ·
24 Wakaso ·
28 Paeshuyse ·
29 Alloh ·
30 Gorenc ·
33 Nurudeen ·
35 Lambert ·
47 Offermann ·
77 Oger ·
99 Roufosse ·
Coach: Still